# شهرستان وودفورد (کنتاکی)
شهرستان وودفورد، کنتاکی (به انگلیسی: Woodford County, Kentucky) یک سکونتگاه مسکونی در ایالات متحده آمریکا است که در کنتاکی واقع شده‌است.